# Carrie Jones
Carrie Jones, född den 4 september 2003, är en walesisk fotbollsspelare.
Carrie Jones inledde sin seniorkarriär med spel i Gwalia United år 2019. 2020 värvades hon av Manchester United varifrån hon lånades ut till Leicester City. 2023 värvades hon av Bristol City och 2024 kontrakterades hon av IFK Norrköping. Hon har även representerat det walesiska damlandslaget där hon debuterade år 2019.